# A Black Jesus
A Black Jesus ist ein deutscher Dokumentarfilm von Luca Lucchesi aus dem Jahr 2020, der sich mit dem Thema der Aufnahme von Migranten und Flüchtlingen in Europa befasst. Der Film wurde 2022 mit dem Deutschen Menschenrechts-Filmpreis ausgezeichnet. In Deutschland war A Black Jesus Eröffnungsfilm des 42. Filmfestival Max Ophüls Preis und hatte 2021 seinen offiziellen deutschen Kinostart. A Black Jesus wurde von Wim Wenders und dessen Road Movies Filmproduktionsfirma produziert. Der Film feierte seine TV-Premiere am 23. November 2022 im NDR.

## Inhalt
A Black Jesus begleitet ein Jahr lang den Alltag der Stadt Siculiana in der italienischen Provinz Agrigent, in der seit Jahrhunderten ein schwarzer Christus verehrt wird und in der das Aufnahmezentrum für Asylbewerber Villa Sikania seit 2014 für heftige Kontroversen und Proteste in der Bevölkerung sorgt.
In dem sizilianischen Städtchen Siculiana, nicht weit von Agrigent am Mittelmeer gelegen, wird seit Jahrhunderten ein schwarzer Jesus am Kreuz verehrt. Jährlich wird die Figur, der man wundertätige Fähigkeiten zuschreibt, am 3. Mai aus der Kirche geholt und in einer großen Prozession durch die Straßen getragen. Als Edward, ein 19-jähriger Flüchtling aus Ghana, der im nahe gelegenen Flüchtlingszentrum Villa Sikania untergebracht ist, Zeuge der Prozession wird, wünscht er sich, zu den Trägern des Kreuzes zu gehören. Als schwarzer Christ findet er sich in der Kreuzesfigur wieder und sieht sich als gleichwertiges Mitglied der Gemeinde. Der Film dokumentiert, wie sein Traum in Erfüllung geht. Gemeinsam mit zwei Freunden ist er bei der nächsten Prozession aktiv beteiligt. Ihr Engagement scheint die latente Fremdenfeindlichkeit in Siculiana zumindest ansatzweise aufzubrechen. Die kurz darauf verfügte Auflösung des Flüchtlingszentrums und die Verlegung der Flüchtlinge in eine andere Stadt setzt der weiteren Annäherung zwischen ihnen und der einheimischen Bevölkerung jedoch ein abruptes Ende.

## Rezeption
- Lexikon des internationalen Films: „Mit großem Gespür für Stimmen und Stimmungen fängt der in malerischem CinemaScope gefilmte Dokumentarfilm die Gemengelage ein und formt daraus ein offenes Werk, das zum Weiterdenken animiert und die vielfältigen Widersprüche der Gegenwart in schmerzhafte Zeitbilder gießt.“[9]

## Auszeichnungen (Auswahl)
- Internationales Leipziger Festival für Dokumentar- und Animationsfilm (DOK Leipzig) 2020, DE
- Efebo D’Oro 2020, IT – Premio Speciale Centro Ricerca Narrative e Cinema
- Filmfestival Max Ophüls Preis 2021, DE
- Visions du Réel 2021, CH
- Hot Docs Canadian International Documentary Festival  2021, CA
- Copenhagen International Documentary Film Festival 2021, DK
- San Sebastian Human Rights Film Festival 2021, ES
- Sole Luna Doc 2021, IT – Best Sound design and High school student award – Best Documentary
- Beyond Borders International Documentary Festival 2021, GR – Special Jury Prize
- Doclisboa 2021, PT
- Swidnica Film Festival 2021, PL – Audience Award
- Sydney Film Festival 2021, AU
- PriMed 2021, FR – Broadcasting Award RAI
- Deutscher Menschenrechts-Filmpreis 2022 – Gewinner in der Kategorie Langfilm[10]